# Marilyn Batista Márquez
Marilyn Batista Márquez (Bayamón, Puerto Rico, 1959) es una escritora, periodista y defensora de los derechos de la mujer. Desde 1990 reside en Costa Rica, y desde 2020 alterna su residencia entre este país y Florida.

## Biografía
Marilyn Batista nació en Bayamón, Puerto Rico. En 1990 llegó a Costa Rica y fue profesora de periodismo informativo en la Universidad de Costa Rica. A lo largo de su carrera, se ha desempeñado como periodista de El Nuevo Día en Puerto Rico, y en Costa Rica se destacó como directora de La Prensa Libre y columnista en Diario Extra. Escribe periódicamente en La República, sobre temas de economía y defensa de Derechos Humanos, impulsando la igualdad y la equidad.
Tuvo un liderazgo destacado en la Cámara de Comercio de Costa Rica como presidenta del Programa Mujer Empresaria, en donde luchó por la paridad de género, logrando la primera Junta Directiva con paridad en el 2016. También fungió como directora ejecutiva del Colegio de Periodistas y Profesionales en Ciencias de la Comunicación. 
En 2015 funda Revista Petra, publicación que busca la visibilidad de la mujer y la superación a través de la educación y la acción.

## Obra literaria
Su primer libro Cuentos de Petra, se publica en el 2012, el cual compila 12 relatos donde, según Rónald Rivera Rivera, profesor de Literatura de la Universidad de Costa Rica, “hay una intencionalidad femenina de articular su propio discurso contestatario al discurso dominante del otro. La narrativa de Marilyn Batista coquetea con el mundo masculino (novios, amantes, concubinos y maridos), lo invita, lo incita, lo deja fluir y constatar su presencia por medio del lenguaje”. Varios de los cuentos de este libro fueron dramatizados en forma de monólogos y presentados en diferentes espacios culturales en Costa Rica. 
En el 2019 publica su segundo libro de cuentos, Sangre de toro, abandonando un poco el tema erótico para denunciar la cruda realidad que enfrentan las mujeres en los distintos sectores de la sociedad, donde deben enfrentar la agresión, el machismo o la prostitución, sin dejar de lado el estilo trágico-cómico que la ha caracterizado. Sangre de Toro hizo su debut en la Feria Internacional del Libro en mayo de ese año. Uno de estos relatos, “Pasito tun tun”, fue publicado en la Revista Literaria Monolito (México) dos años antes. 
En el 2022, Marilyn Batista publica su primer poemario, Insurrección, y en el 2023 Hembras. Sobre Insurrección, Elizabeth Odio Benito, expresidenta de la Corte Interamericana de Derechos Humanos, comentó: “de mujeres resuenan desde hace siglos voces de denuncia de injusticias, de violencias, de humillaciones, de muerte. De Sor Juana Inés y de Alfonsina Storni y mujeres poetas como ellas, perduran los ecos que siguen resonando hoy. De esa poesía escrita para ortigar el alma, para abrir los ojos, para protestar, para llamar a la insurrección, viene esta colección de poemas de Marilyn Batista. Su lectura golpea y duele, pero también compromete a juntar coraje para la lucha y la insurrección que acabe de una vez por todas con la injusticia y el horror de las vidas de miles de mujeres”.  
En el prólogo de Hembras, Rodrigo Quesada Monge comentó: “Con este nuevo poemario, la autora revela una serie de hallazgos sobre la naturaleza femenina, a través de poemas retadores que se atreven a dar un paso adelante en la literatura tradicional costarricense. Después de Grace Prada, Yolanda Oreamuno, Eunice Odio y Yadira Calvo, era poco lo que se podía decir, que fuera nuevo y sugerente. Pero el surgimiento de Marilyn Batista aporta consideraciones novedosas e imaginativas, ahí donde la poesía pretendía ser un predio en franco agotamiento”.

## Reconocimientos
Por su apoyo a las artes en el 2000 recibe un reconocimiento del Ministerio de Cultura, Juventud y Deportes de Costa Rica. En el 2013, como directora de La Prensa Libre, el medio recibe un reconocimiento por parte del Colegio de Periodistas de Costa Rica por la lucha en grupo a favor de la libertad de prensa en el país.
Como columnista, se ha destacado en los temas que impulsan la igualdad y equidad de género, siendo receptora de la Medalla de la Defensa de la Comunicación, Derechos Humanos y Cultura del 2019, otorgado por el Colegio de Periodistas y Profesionales en Ciencias de la Comunicación de Costa Rica, "por su trayectoria en comunicación, defensa por la igualdad y equidad de género y el apoyo a las artes plásticas en nuestro país".
En noviembre de 2020 Revista Petra, medio digital fundado por Marilyn Batista, gana el Premio Carmen Cornejo Méndez a mejor medio alternativo que otorga el Colegio de Periodistas de Costa Rica y Profesionales en Comunicación (COLPER), que cada año galardona la calidad y esfuerzo de los comunicadores en Costa Rica.

## Obras
- Cuentos de Petra (cuentos, 2012)
- Sangre de Toro (cuentos, 2019)
- Insurrección (poesía/relato, 2022)
- Hembras (poesía, 2023)
- Sin pecado concebida (cuentos, 2025)